# ترجمة الجمهور

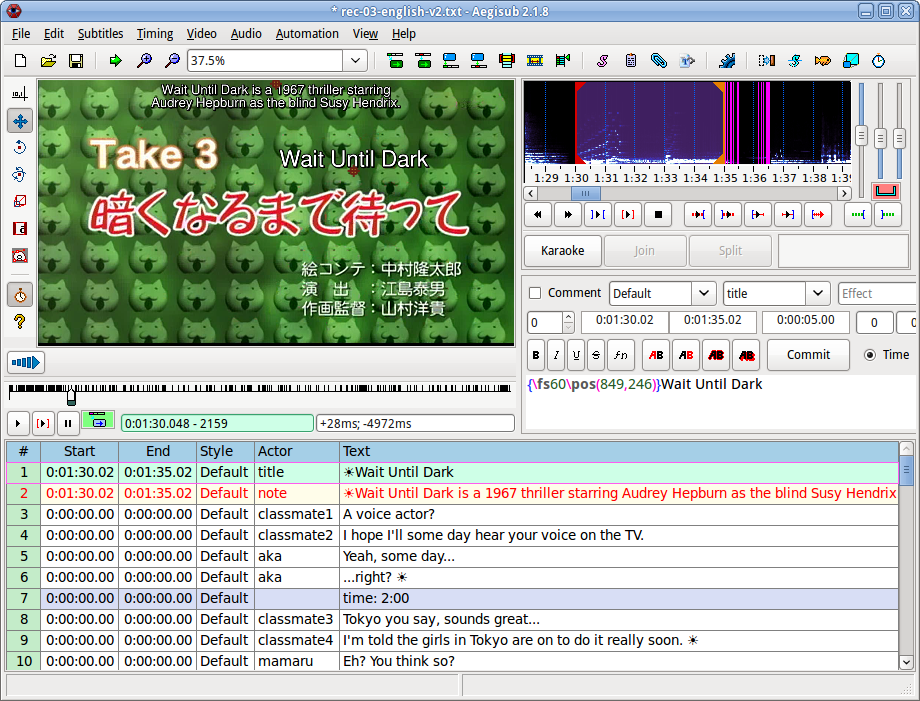

ترجمة الجمهور (بالإنجليزية: Fan translation)‏ هي الترجمة التي يقوم بها أشخاص عاديون غير مختصين بالترجمة وأسس الترجمة وهي تكون ترجمة غير رسمية وغالب يتم ترجمة فيلم ما لا يوجد له ترجمة رسمية بحيث يسهل على المشاهدين على متابعة الفيلم بدقة.

## المواد التي تترجم
- ترجمة الأفلام والبرامج التلفزيونية ووسائل الإعلام الأخرى لأكثر شعبية من أفلام هوليوود والمسلسلات التلفزيونية والأنمي
- نشر الترجمات الاجتهادية في مواقع مجانية دون أجر مثل موقع subscene[2]
- ترجمة ألعاب الفيديو وظهرت هذ الترجمة في أوائل عام 1990
- ترجمة مكتوبة وهي ترجمة الروايات القصيرة والطويلة

### مواقع ترجمة الجمهور
احد المواقع التي توفر تحميل ترجمة الجمهور أو رفع ترجمة موقع subsence